# Mongólia nos Jogos Olímpicos de Inverno de 2022
Mongólia participou dos Jogos Olímpicos de Inverno de 2022, realizados em Pequim, na China.
Foi a 15.ª aparição do país em Olimpíadas de Inverno. Foi representado por dois atletas: Ariunsanaagiin Enkhtuul e Batmönkhiin Achbadrakh, ambos no esqui cross-country.

## Competidores
Esta foi a participação por modalidade nesta edição:
| Esporte             | Masculino | Feminino | Total |
| ------------------- | --------- | -------- | ----- |
| Esqui cross-country | 1         | 1        | 2     |
| Total               | 1         | 1        | 2     |

## Desempenho

### Esqui cross-country
Masculino
| Atleta                 | Evento                | Qualificatório | Qualificatório | Quartas     | Quartas     | Semifinal   | Semifinal   | Final       | Final       | Final       | Ref.  |
| Atleta                 | Evento                | Tempo          | Pos.           | Tempo       | Pos.        | Tempo       | Pos.        | Tempo       | Dif.        | Pos.        | Ref.  |
| ---------------------- | --------------------- | -------------- | -------------- | ----------- | ----------- | ----------- | ----------- | ----------- | ----------- | ----------- | ----- |
| Batmönkhiin Achbadrakh | 15 km clássico        | —              | —              | —           | —           | —           | —           | 43:29.9     | +5:35.1     | 65          | [ 4 ] |
| Batmönkhiin Achbadrakh | Velocidade individual | 3:11.60        | 77             | Não avançou | Não avançou | Não avançou | Não avançou | Não avançou | Não avançou | Não avançou | [ 5 ] |

Feminino
| Atleta                  | Evento                | Qualificatório | Qualificatório | Quartas     | Quartas     | Semifinal   | Semifinal   | Final       | Final       | Final       | Ref.  |
| Atleta                  | Evento                | Tempo          | Pos.           | Tempo       | Pos.        | Tempo       | Pos.        | Tempo       | Dif.        | Pos.        | Ref.  |
| ----------------------- | --------------------- | -------------- | -------------- | ----------- | ----------- | ----------- | ----------- | ----------- | ----------- | ----------- | ----- |
| Ariunsanaagiin Enkhtuul | 10 km clássico        | —              | —              | —           | —           | —           | —           | 37:02.5     | +8:56.2     | 85          | [ 6 ] |
| Ariunsanaagiin Enkhtuul | Velocidade individual | 3:58.25        | 79             | Não avançou | Não avançou | Não avançou | Não avançou | Não avançou | Não avançou | Não avançou | [ 7 ] |

Legenda
| Recorde mundial      | Recorde mundial (World record)               |                       | Recorde africano                      | Recorde africano (African) |                                           | Q | Classificado por posição (Qualified) |
| Recorde olímpico     | Recorde olímpico (Olympic record)            | Recorde da América    | Recorde da América (Americas)         | q                          | Classificado por melhor tempo (Qualified) |   |                                      |
| Melhor marca do ano  | Melhor marca do ano (World leading)          | Recorde asiático      | Recorde asiático (Asian)              | DNS                        | Não largou (Did not start)                |   |                                      |
| Recorde nacional     | Recorde nacional (National record)           | Recorde europeu       | Recorde europeu (European)            | DNF                        | Não terminou (Did not finish)             |   |                                      |
| Recorde pessoal      | Recorde pessoal do atleta (Personal best)    | Recorde da Oceania    | Recorde da Oceania (Oceania)          | DSQ / DQ                   | Desclassificado (Disqualified)            |   |                                      |
| Recorde da temporada | Recorde da temporada do atleta (Season best) | Recorde sul-americano | Recorde sul-americano (South America) | NM                         | Sem marca (No mark)                       |   |                                      |